# Badi’

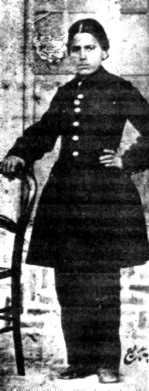
Badiʿ im Alter von 15

Badiʿ (ﺑﺪﻳﻊ, DMG Badīʿ ‚der Wunderbare‘) ist der religiöse Ehrentitel von Aqa Buzurg-i-Nishapuri (* 1852 in Nischapur; † Juli 1869 in Teheran, Iran). Er ist auch unter dem Titel „Der Stolz der Märtyrer“ bekannt, da er das Sendschreiben von Baha'ullah an Naser ad-Din Schah überbrachte und deswegen getötet wurde.

## Leben
Aqa Buzurg wuchs in der Stadt Nischapur der iranischen Provinz Chorasan auf. Sein Vater Abdu’l-Majid-i-Nishapuri war ein hervorragender Gläubiger des Bab und Baha'ullahs. Aqa Buzurg zeigte aber zunächst kein Interesse daran. Durch ein Gespräch mit dem Chronisten Nabil-i-A’zam, der unter anderem das arabische Gedicht Qasídiy-i-ʿIzz-i-Varqá'íyyih von Baha'ullah zitierte, wurde Aqa Buzurg zu Tränen gerührt und verwandelte sich in einen begeisterten Bahai.
Aqa Buzurg beabsichtigte, Baha'ullah zu besuchen. Seine Reise führte ihn über Yazd und Bagdad nach Mossul. In Bagdad und Mossul arbeitete er als Wasserträger für die dortigen Bahai. Von Mossul schließlich ging Aqa Buzurg zu Fuß nach Akkon und erreichte Anfang 1869 die Gefängnisstadt. Er konnte im Gefängnis Akkon zweimal mit Baha'ullah sprechen. Bei diesen Unterredungen erwähnte Baha'ullah das Sendschreiben an den Schah, dass er schon offenbart hatte. Aqa Buzurg bat darum, das Sendschreiben dem Schah überbringen zu dürfen. Baha'ullah nahm dieses Angebot an, obwohl schon zahlreiche andere Gläubige vor Aqa Buzurg vergeblich darum baten. Aqa Buzurg erhielt während dieser beiden Unterredungen den Titel „Badi’“ (arab. „der Wunderbare“).
Badi’ wurde angewiesen, alleine nach Persien zurückzukehren und keine Verbindung zu den Gläubigen aufzunehmen. Nach einem Fußmarsch von etwa vier Monaten erreichte er Teheran und überreichte dem Schah das Sendschreiben. Daraufhin wurde Badi’ gefangen genommen und gefoltert, um die Namen seiner vermeintlichen Komplizen oder zumindest seine Glaubensbrüder in Teheran preiszugeben. Badi’ konnte jedoch niemanden verraten. Schließlich starb Badi’ dem Märtyrertod.
Auf Anordnung des Schahs wurde ein Foto von Badi’ gemacht und sein heroisches Verhalten wurde von Muhammad-Valí Sipahdár-i-A`zam beschrieben, der es von Kázim Khán-i-Farrásh-Báshí hörte, der die Folterungen ausführte. Das Ereignis wurde sogar von einem französischen Diplomaten in einer Depesche beschrieben. Von Baha'ullah erhielt Badi’ den Titel „Der Stolz der Märtyrer“ und von Shoghi Effendi den Titel Apostel Baha’u’llahs. Das Kitab-i-Badi, eine Heilige Schrift der Bahai aus der Feder Baha'ullahs, ist nicht nach dem Badi’ dieses Artikels benannt. Es gibt jedoch ein Sendschreiben Baha'ullahs an Badi’, aus dem hervorgeht, dass beide über ein mögliches Martyrium wussten.